# Arlington House
Arlington House es un bloque comercial y de apartamentos residenciales de 18 pisos en el paseo marítimo de Margate, Kent, Inglaterra, junto a la estación de tren de Margate y Dreamland Margate. Fue desarrollado por Bernard Sunley y diseñado por Russel Diplock, y es conocido por todos los apartamentos que tienen vista al mar. El edificio fue diseñado al estilo de la arquitectura brutalista. 
El bloque se desarrolló a partir de un sitio que alguna vez fue parte de la estación de tren de Margate Sands y se publicitó como un centro comercial «estacione y compre». Luchó por volverse popular durante las décadas de 1960 y 1970, con varios apartamentos vacíos y sin alquilar. Se produjo un incendio en 2001, lo que generó más quejas sobre la falta de seguridad contra incendios. Aunque la parte residencial del bloque ahora es popular, todavía se considera una parte controvertida de la arquitectura de Margate. La sección comercial está vacante; una propuesta para convertirlo en una tienda Tesco no tuvo éxito.

## Ubicación y arquitectura
El bloque está en parte del sitio de la antigua estación de tren de Margate Sands, adyacente a Dreamland Margate y la actual estación de tren de Margate.
El edificio está diseñado en estilo brutalista, y tiene 142 apartamentos distribuidos en 18 plantas. Fue diseñado por Russell Diplock & Associates, desarrollado por Bernard Sunley Trust, y construido por los contratistas Bernard Sunley & Sons. Los lados del edificio tienen un diseño ondulado, lo que brinda vistas tanto al interior como al mar desde todos los apartamentos.
Arlington House es la estructura más alta de Margate. Domina el horizonte local, que algunos residentes consideran controvertido.

## Historia

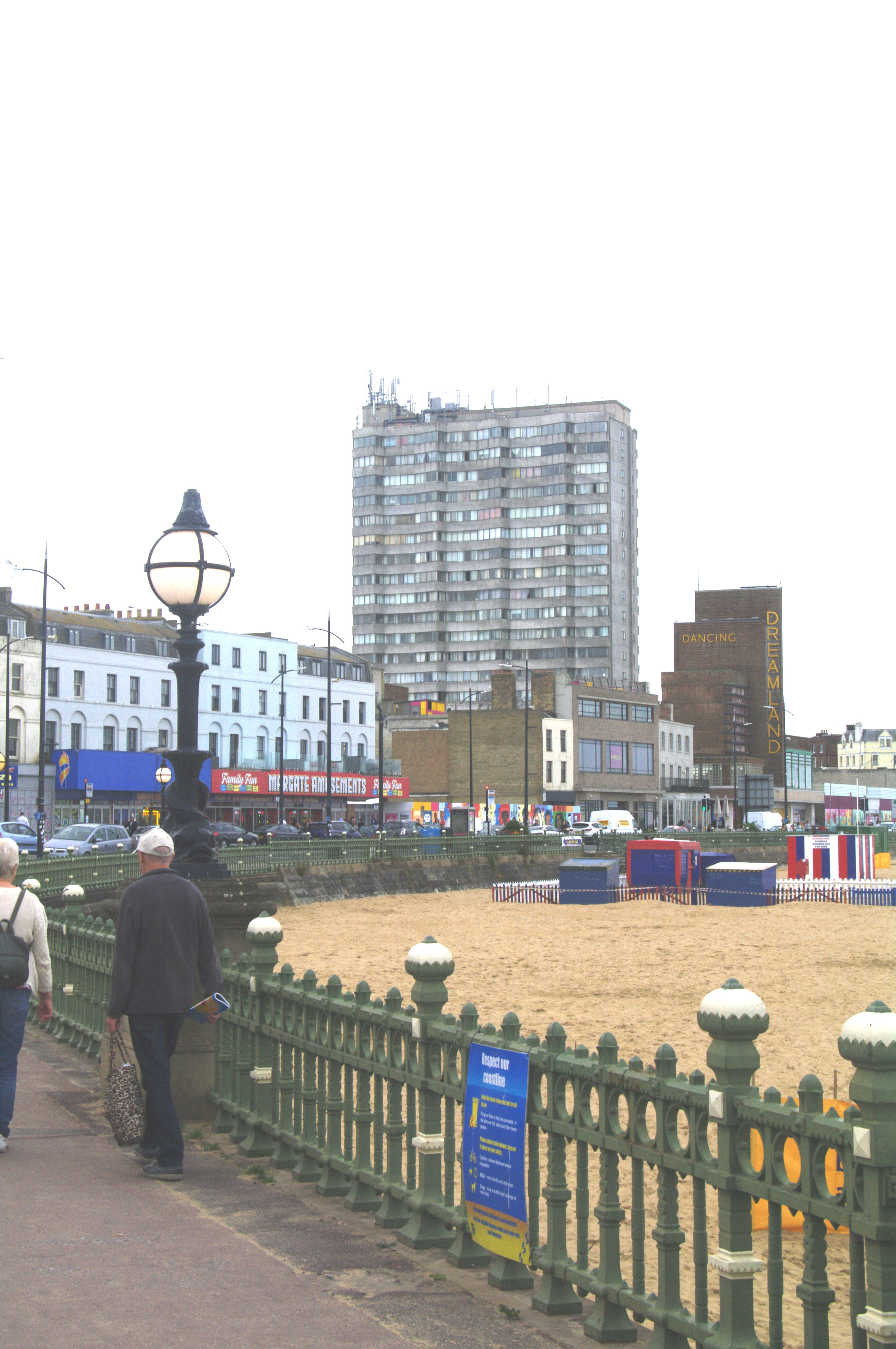
Vista desde el paseo marítimo.

Después de que la estación de Margate Sands cerrara en 1926, el sitio fue comprado por Margate Corporation, que construyó el salón de baile del Casino. Tras un incendio en 1946, fue demolido y convertido en aparcamiento. La corporación vendió el terreno al desarrollador Bernard Sunley en marzo de 1961. Sunley tenía una enfermedad terminal en ese momento (y murió tres años después), pero propuso una galería comercial con un estacionamiento de varios niveles. La parte residencial superior del bloque se construyó fuera del sitio con hormigón prefabricado y se movió a su posición con una grúa. Los ascensores se amueblaron en mármol de Carrara.
El bloque abrió en diciembre de 1963. Inicialmente se anunció como «el primer centro comercial 'estacionar y comprar' de Gran Bretaña con pisos de lujo», que incorporaba un teatro, un restaurante y una piscina en la azotea. Sin embargo, el choque entre mods y rockers en el paseo marítimo de Margate en la primavera de 1964 redujo el atractivo de Arlington; en julio, solo un residente vivía allí. El consejo intentó promover Arlington House como una razón positiva para vivir en Margate.
La parte comercial del edificio tardó en convertirse en tiendas. En 1969, el terreno fue comprado por Freshwater Group, que inauguró el centro completo en agosto siguiente, con la actriz Wendy Craig apareciendo en la ceremonia de apertura. A pesar de esto, varios pisos quedaron desocupados y el edificio siguió siendo impopular.

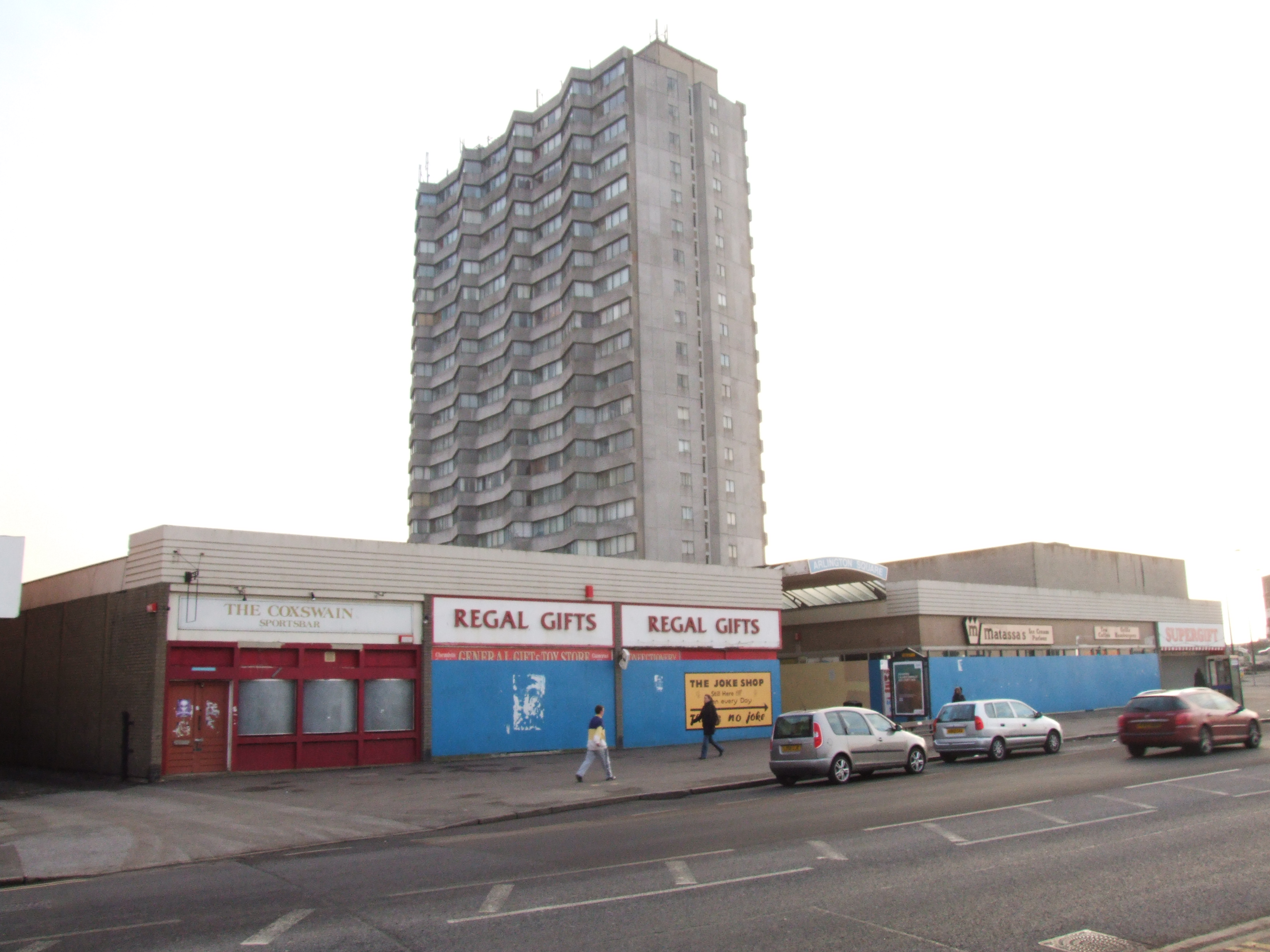
Tiendas abandonadas alrededor de Arlington House.

En 2001, se desató un gran incendio en Arlington House y un residente murió. Otros 13 fueron hospitalizados y 10 personas requirieron ser rescatadas después de que el fuego se extendiera dentro del edificio. El fuego fue exacerbado por el viento que entraba por las ventanas rotas, comprometiendo la compartimentación dentro de la estructura. Tras el incendio, se retiró el suministro de gas de todos los apartamentos.
En 2011, el consejo del distrito de Thanet propuso remodelar la galería comercial y el estacionamiento como una tienda Tesco. Los residentes locales se opusieron a la remodelación, algunos llamaron a Arlington House una «monstruosidad». Estos planes se abandonaron posteriormente después de que Tesco cambiara su estrategia minorista. A partir de 2022, el estacionamiento está abierto, pero la sala de juegos está vacía y tapiada.
En 2019, Metropolitan Property Realizations (MPR), propietaria del edificio en un contrato de arrendamiento a largo plazo del Ayuntamiento de Thanet, canceló el contrato de gestión de Trinity Estates después de numerosas quejas por tarifas de mantenimiento excesivas. El Servicio de Bomberos y Rescate de Kent también notificó a Trinity Estates por no cumplir con las normas contra incendios apropiadas. La seguridad del edificio fue cuestionada después de que un residente cayera y muriera mientras se apoyaba en el alféizar de una ventana fumando un cigarrillo. Posteriormente, MPR se hizo cargo de la gestión del sitio directamente. A pesar de las críticas a Trinity Estates, un concejal local enfatizó que era poco probable que ocurriera un incendio similar al de Grenfell Tower en Arlington House, ya que el edificio no tiene el revestimiento que provocó el incendio de Grenfell y tiene dos salidas de incendios.
En 2021, el mecanismo del ascensor falló, lo que obligó a todos los residentes a usar las escaleras. Esto afectó especialmente a los ancianos y discapacitados, que quedaron básicamente atrapados en sus hogares. Fue reparado poco menos de una semana después. Los ascensores fallaron nuevamente en 2023 luego de repetidos problemas; uno de los ascensores se había roto durante algún tiempo antes de que fallara el segundo. Dos residentes fueron trasladados a un alojamiento temporal mientras no había ascensores en funcionamiento.
A pesar de la controversia de un edificio de apartamentos de gran altura cerca del paseo marítimo de Margate, ahora se considera un lugar popular para vivir debido a los amplios apartamentos y las buenas vistas. A partir de 2022, las propiedades para pisos han alcanzado precios en torno a las 150 000 libras esterlinas. Sin embargo, los locales comerciales y el aparcamiento que rodea la manzana siguen estando casi en abandono.

## Residentes
El poeta y vocalista de Hawkwind, Robert Calvert vivía en Arlington House. Según los informes, la canción «High Rise» del álbum PXR5 de la banda de 1979 se inspiró en el edificio.